# Fournier RF-2
Die Fournier RF-2 war ein einsitziges Reiseflugzeug, das René Fournier 1962 aus dem Prototyp Fournier RF-1 als Vorserienmodell ableitete.

## Geschichte
Die Fournier RF-2 war eine Weiterentwicklung der von René Fournier entwickelten Fournier RF-1. Die Entwicklung begann 1961, nachdem die französische Luftfahrtbehörde DGAC Fournier mit dem Bau von zwei Vorserienflugzeugen der Fournier RF-1 beauftragte. Mit der Beauftragung war die Forderung verbunden, die als Amateurflugzeug eingestufte RF-1 nach den geltenden Zulassungsbestimmungen als Reiseflugzeug in Frankreich zu zertifizieren. Eine der beiden Vorserienmaschinen sollte dazu als Bruchzelle für Zerstörungsversuche zur Verfügung gestellt werden. Fournier überarbeitete den RF-1-Entwurf auf Grund der Erprobungserfahrungen für die künftige Serienproduktion. Er erhöhte die Triebwerksleistung um 30 % und überarbeitete den Rumpf aerodynamisch durch Abflachen des Rumpfs und der Cockpithaube. Das große Zentralrad der RF-1 wurde gegen ein kleines Rad getauscht. Auch eine Anlassvorrichtung für den Start des Motors im Flug wurde für die Serie aufgenommen. Der neue Entwurf erhielt die Bezeichnung Avion Planeur Fournier RF-2.
Mit der Beauftragung der DGAC für den Prototypenbau war auch die Auflage zur Vorbereitung einer künftigen Serienproduktion verbunden. Daher vergab Fournier den Bau der beiden RF-2-Vorserienmaschinen im Herbst 1961 an das Centre Est Aéronautique von Pierre Robin in Dijon. Robin war zu dieser Zeit mit der Herstellung seiner eigenen Entwicklung, der dreisitzigen Jodel Ambassadeur voll ausgelastet. Dies führte beim Bau der beiden Vorserienmaschinen zu Verzögerungen. Ebenso zeigte Robin auf Grund seiner eigenen Auslastung wenig Interesse an der Aufnahme einer Serienproduktion der RF-2. Auf der Suche nach einem alternativen Partner für die Serienproduktion stieß René Fournier auf den Belgier Comte Antoine d’Assche. D’Assche hatte 1959 die Société Alpavia im kleinen Alpenort Gap Tallard gegründet und dort für Jodel eine Teilfertigung der Jodel D.117 übernommen. D’Assche war an einer Serienproduktion der RF-2 bei Alpavia als Nachfolgemuster für die Jodel interessiert. Fournier ließ daraufhin die bereits bei Robin im Bau befindlichen RF-2 nach Gap Tallard transportieren und bei Alpavia fertigstellen.
Im Mai 1962 erfolgte der Erstflug der ersten RF-2 mit dem Kennzeichen F-WJSR durch Gerard Tahon in Gap Tallard. Der Erstflug endete allerdings mit einer Bruchlandung, nachdem die Luftbremsen unkontrolliert ausfuhren. Erst nachdem der Prototyp einen zweiten Flug im Juli 1962 beanstandungsfrei absolvierte, erteilte die französische Zulassungsbehörde STA für die RF-2 eine eingeschränkte Betriebserlaubnis.
Bereits im Juni 1962 präsentierte Fournier die RF-2 auf der Cannes Air Show der Öffentlichkeit. Während der Air Show erhielt Fournier 14 Bestellungen für die RF-2. Außerdem bestellte die französische Luftfahrtbehörde weitere sechs RF-2-Serienmaschinen. Fournier und Alpavia schlossen daraufhin eine Lizenzvereinbarung über den Serienbau der RF-2 in Gap Tallard.
Durch die zulassungsbedingten Umbauten war die RF-2 allerdings 20 kg schwerer geworden. Auch die Probleme der Luftbremse waren noch nicht zufriedenstellend gelöst. Vor Aufnahme der Serienfertigung überarbeitete Fournier deshalb noch einmal die RF-2-Konstruktion. Die inzwischen fertiggestellte Bruchzelle diente dabei als Erprobungsträger und wurde schließlich auch mit einer eingeschränkten Betriebserlaubnis als F-WJSY fertiggestellt.
Der für die Serienfertigung überarbeitete Entwurf erhielt die Bezeichnung Fournier RF 3 und ging ab 1963 bei Alpavia in Serie. Die beiden RF-2-Vorserienmaschinen bleiben Einzelstücke, die ausschließlich zur Erprobung verwendet wurden. Am 14. Oktober 1962 führte Claude Visse einen Demonstrationsflug zum Nachweis der Wirtschaftlichkeit mit einer RF-2 durch. Bei einer durchschnittlichen Geschwindigkeit von 90 km/h und 30 Litern Kraftstoff im Tank konnte Visse das Flugzeug 6 Stunden und 42 Minuten in der Luft halten.

## Konstruktion
Konstruktion und Aufbau der Fournier RF-2 entsprachen der Vorgängerin RF-1. Allerdings erhielt die RF-2 eine um 30 % gesteigerte Motorvariante mit einem 39 PS starken Volkswagen-Motor, der bei Rectimo in Chambery zu einem Flugmotor umgerüstet wurde. Der Flügelholm der RF-1 musste verstärkt werden, um den Zulassungsbestimmungen des Segelflugzeugbaus zu genügen. Außerdem erhielt die RF-2 einen flacheren Rumpf und eine abgeflachte Cockpithaube, Spoiler und ein kleineres Zentralrad als die RF-1. Darüber hinaus wurde die RF-2 mit einer Hydraulikpumpe für das Starten des Motors im Flug ausgerüstet.

## Technische Daten
| Kenngröße             | Daten                                      |
| --------------------- | ------------------------------------------ |
| Besatzung/Passagiere  | 1                                          |
| Länge                 | 5,90 m                                     |
| Spannweite            | 11,20 m                                    |
| Höhe                  |                                            |
| Flügelfläche          | 11,00 m²                                   |
| Flügelstreckung       | 11,4                                       |
| Leermasse             | 245 kg                                     |
| Startmasse            | 350 kg                                     |
| Reisegeschwindigkeit  | 190 km/h                                   |
| Höchstgeschwindigkeit | 250 km/h                                   |
| Dienstgipfelhöhe      | 5500 m                                     |
| Reichweite            | 500 km                                     |
| Triebwerke            | 1 × VW-Rectimo 4AR 1200; 39 PS (ca. 30 kW) |

## Verbleib
Die beiden RF-2-Prototypen blieben Einzelstücke. Beide Flugzeuge wurden nach Abschluss der Erprobung im August 1964 an die DGAC abgegeben. Die ursprüngliche Bruchzelle RF-2-02 wurde 1977 an das Musée de l’air et de l’espace in Le Bourget bei Paris abgegeben und ist dort heute im Rahmen der öffentlichen Ausstellung zu sehen. Der erste Prototyp RF-2-01 wurde von der DGAC 1979 an den Aeroclub Louis Notteghem abgegeben. Er wechselte in den folgenden 30 Jahren mehrfach den Besitzer und ist seit Februar 2017 im Eigentum des Club Fournier de Druillat. Er ist als F-AZRZ in der französischen Luftfahrtrolle eingetragen.